# Eagleville (Missouri)
Eagleville é uma cidade  localizada no estado americano de Missouri, no Condado de Harrison.

## Demografia
Segundo o censo americano de 2000, a sua população era de 321 habitantes.
Em 2006, foi estimada uma população de 327, um aumento de 6 (1.9%).

## Geografia
De acordo com o United States Census Bureau tem uma área de
2,6 km², dos quais 2,6 km² cobertos por terra e 0,0 km² cobertos por água. Eagleville localiza-se a aproximadamente 328 m acima do nível do mar.

## Localidades na vizinhança
O diagrama seguinte representa as localidades num raio de 24 km ao redor de Eagleville.